# 辻潤
辻 潤（つじ じゅん、1884年〈明治17年〉10月4日 - 1944年〈昭和19年〉11月24日）は、日本の翻訳家、作家、思想家。俳号は陀仙。
日本におけるダダイスムの中心的人物として世に知られ、ダダイスト、エッセイスト、劇作家、詩人、哲学者、僧侶（虚無僧）、尺八奏者、俳優と評される。「1920年代という日本史の中で物議を醸す時代、作家にとって危険な言論統制の時期に、検閲や警察のハラスメントを経験し乍ら幅広く執筆翻訳した。現代日本の歴史的人物の中で最も興味深い人物」として現在も時代や国境を越えて注目、評価される。
伊藤野枝との間に長男一（まこと）、次男若松流二。

## 生涯

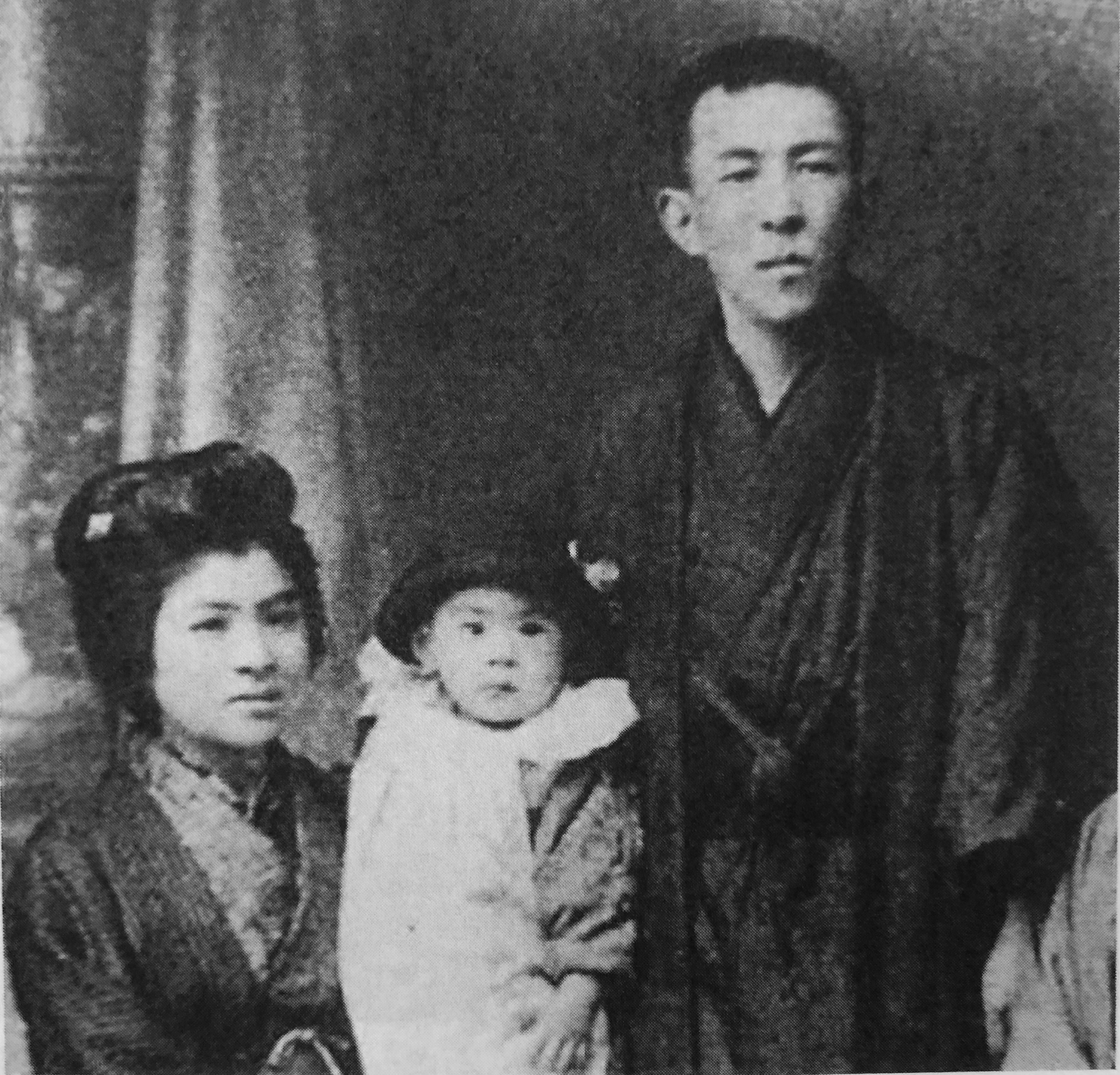
伊藤野枝、辻潤、息子の一（辻まこと）。1914年頃撮影。

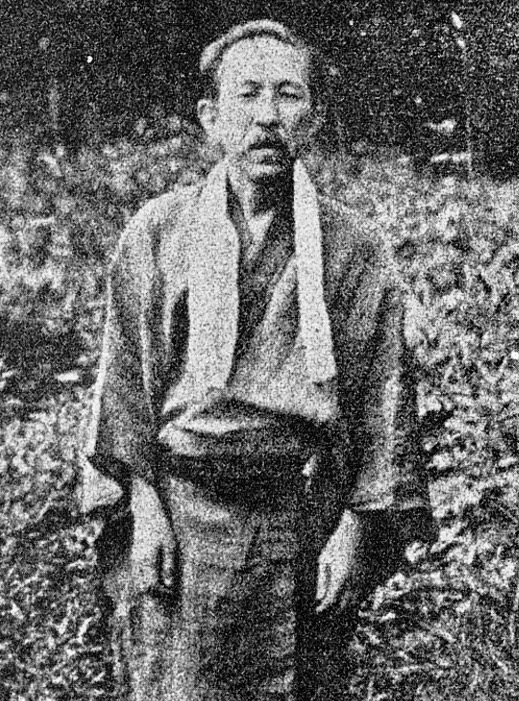
辻潤（1930年から1931年にかけて）

1884年（明治17年）10月4日に東京府東京市浅草区向柳原町（現：東京都台東区浅草橋）、祖父の辻四郎三の隠居屋敷で長男として生まれる。辻の祖父は江戸時代の浅草蔵前の札差で資産家だった。幼い潤は4～5人の家政婦に傅かれて育ち、辻は当時珍しい幼稚園にも通い浅草区猿尾町の育英小学校尋常科入学。生家は「医学館」と呼ばれる江戸の医者たちの集会所だったものを買い取り雑作をして住まいとした凝ったもので、瀟洒な屋敷であった（後に隣地の柳北女学校の敷地拡張時に立ち退いた）。
1892年（明治25年）祖父の死後、母美津は蔵前で有名だった大きな蔵や他全ての父の家屋敷を売り不動産を手放し、父と縁故ある三重県津市へ転居、潤の父は官吏となる。潤はそこで外国人同様の経験をするも、東京から馴染みのある男を彼のお伴に呼んでもらい、家は知事の官舎から川辺の自然に囲まれた環境に移り、両親と召使達と共に暮らす。当時の隣人が尺八の名人。弟義郎生まれる。1893年（明治26年）曲亭馬琴の『椿説弓張月』、頼山陽の『日本外史』などを読む。
1894年（明治27年）１０歳、東京に戻り、神田佐久間町の叔父の借家を借りて住まう。浅草区猿尾町の育英小学校高等科二年に入る。このころ、尺八を吹きはじめ、銀笛（ぎんてき）や手風琴（てふうきん: アコーディオン）もこなした。
1896年（明治29年）開成中学校（神田区淡路町の府立開成尋常中学校）に入学。同級生に作家斎藤茂吉、村岡典嗣（つねつぐ）がいた。斎藤茂吉「瘋癲と文学」によると、辻潤とは明治二十九〜三十年の交わりで同級生、英語がよく出来たと書かれている。辻は神田お玉ケ池の天神真楊流磯又右衛門の道場に通う。妹、恒（つね。のち評論家津田光造夫人）が生まれる。十三、四の頃、かなり刀剣に凝る。翌年、贅沢な暮らしぶりもあり家計の事情で、潤は退学を余儀なくされる。1900年頃の中学校は在籍者の内半数が退学という状況であった。多くは家庭の経済状況によるものであった。辻潤は毎日尺八を吹いて暮らす。
1898年（明治31年）１４歳。泉鏡花や『徒然草』に親しむ。母の奨めもあり2代荒木古童 (創始者黒沢琴古は元黒田藩の藩士。浪人となり江戸へ出で、一月寺・鈴法寺の吹合指南役となる)の門に入り尺八を習う。給仕をして働きながら、夜間に国民英学会英文科にて、磯辺弥一郎、豊橋善之助、高橋五郎、岡村愛蔵、ドクトル・ウッドらに学ぶ。内村鑑三の『求安録』を手にしてキリスト教に帰依し始める。内村鑑三の著作は殆ど片端から読む。この頃の辻は、小学校、英塾、夜学、家庭教師を勤めながら翻訳に励む。
1900年（明治33年）英語の独習のかたわら江戸時代の稗史、小説を乱読。
1901年（明治34年）１７歳の辻潤は神田佐久間町の小学校の臨時訓導を勤める。小学校、英語塾、夜学、家庭教師を勤めながら、さらに翻訳に励む。この頃聖書や英書ばかりを読む。父六次郎は東京市教育科に勤めていた。
1902年（明治35年）日本橋区呉服町にあった私塾会文学校で教鞭をとる。後、夜学でも教える。そのかたわら同区一ツ橋の自由英学舎に通う。「英語は習う必要はなかったのだが、巖本善治、青柳有美が一緒にやっていた『女学雑誌』の愛読者だった関係から、先生達がその頃一ツ橋の教育会で始められた「自由英学」に早速馳せ参じた。女学校の特別に熱心な連中が自由英学にもやって来て、その中に、相馬黒光や野上弥生子がいた。」（辻潤「連環」）。11月、日暮里の花見寺に数町の茅葺きの家に移る。
1904年（明治37年） １９歳の6月、検定試験を受け、東京府管内における小学校専科正教員の免許をとる。10月、日本橋区（現：中央区）の千代田尋常高等小学校の助教員（代用教員）に採用される。翌年２１歳の10月には専科正教員とされた。この年、アンデルセンらの作品を複数試訳。キリスト教から社会主義の思想に影響され始める。開成中学校の同級生には小倉清三郎がおり、この頃から辻は幸徳秋水が発行する「平民新聞」を購読し、多くのアナキストとの親交をもつ。五級上俸給与を受ける。四、五年やめていた尺八をふたたび吹くようになり、竹翁門下の可童に習う。
1906年（明治39年）四級下俸を受ける。10月、佐藤政治郎編集発行の『実験教育指針』に、翻訳や創作を発表し始める。アンデルセン著作「暮鐘」( Hans Christian Andersen - The Bell) 『実験教育指針』第五巻第十五号十月に発表。この頃の辻潤は「静美（せいび）」という名等を使う。  
1907年（明治40年）日本橋区の市立第三実業補夜学校の訓導。辻潤の処女作となる「幻燈屋のふみちゃん 」執筆。
翻訳アンデルセン著作「影（上）」「影（下）」静美訳 ( Hans Christian Andersen - Shadow)『実験教育指針』第六巻第一号（１月）第六巻第二号（２月）発表。執筆「おはなし」せいび訳『実験教育指針』第六巻第四号発表。三編の小説 を「せいび」の名で発表。一編は「一滴の水」の題で「浮浪漫語」に収載。執筆「三ちやん」（静美）『実験教育指針』第六巻第八号。「はんもん一束」（静美　狂生）　『実験教育指針』第六巻第九号。「たんたらす」（静美　気訳）『実験教育指針』第六巻第十一号。「消息」（静美生）『実験教育指針』第六巻第十二号　明治四〇年一二月発表。
1908年（明治41年）教職が浅草区の精華高等小学校へ異動。辻潤２４歳、この頃父親が廃業を経験して精神に異常をきたしだし、母親も不治の重病にかかる。父親は「無能で淘汰をされてからは、士族の商法のような骨董屋を始めたがそれも一向商売にはならず、息子の教育は碌に出来ず、始終生活に脅かされ、揚句の果てには気が狂って死んでしまった」「財産どころか借金を残した」（辻潤「文学以外」）。
1909年（明治42年）巣鴨町上駒込の借家に移転する（後の菩提寺「西福寺」界隈。東京都豊島区駒込六丁目11-4　染井吉野石碑）。翻訳「頸飾」（えりかざり）モウパンサン作　静美復訳（La Parure, Guy de Maupassant）『実験教育指針』第七巻第九号（９月）発表。「らゝびやた」パウル・ハイゼ( Paul Heyse )作　せいび復訳 『実験教育指針』第七巻第十号。「あるこおる」静美生　『実験教育指針』第七巻第一号。「独白」静美訳『実験教育指針』第七巻第二号。「即興」 せいび『実験教育指針』第七巻第九号。ほか、「たそがれ」（散文詩）、「うたいながら」（散文詩）、「狂えどもはた叫べども」（夢の歌）、「HIYAKASHI(YEDO-FU ICHI MEI KEIHAKUTAI)」( ローマ字詩）など自作と思われる散文詩『実験教育指針』第七巻第十号発表。
1910年（明治43年）チェーザレ・ロンブローゾの著作「天才論」訳了。父親の他界。
1911年（明治44年）上野高等女学校（現：上野学園中学校・高等学校）の英語教師に赴任する。九州福岡から伊藤ノエが転入してくる。
1912年（明治45年）福岡で許嫁と結婚後に家を出、上京してきた伊藤ノエを辻は学校長に連れてゆき相談する。辻が匿い、母妹と共に同居する結果になる。上野高等女学校はこれが警察に捜索願いが出ている事件であるために、匿うなら辞職を条件とし個人的責任かで行うことを通達、これを二人の恋愛問題としか捉えなかった。辻は憤り軽蔑し、若気の至りや勢いでそれを受け、即日で今までのキャリアと職を失う。1913年（大正2年）に長男のまこと誕生。第二子が産まれた。
1914年（大正3年）チェーザレ・ロンブローゾの著作「天才論」が出版され反響を呼びベストセラーとなる。
1915年（大正4年）ノエと入籍するも、翌1916年（大正5年）、ノエは大杉との恋愛や情事の疑いて夫婦は壊れ、乳飲み子の第二子（後に放置され、拾われ改名）を連れて家出、既婚者大杉栄の元に去った。伊藤は大杉の妻や愛人たちと平和的四角関係を試みるも、不協和音や殺傷事件が起こる。
辻は生まれの不運や社会的不平等で苦しむ伊藤の道を切り開くため、伊藤を引き取り暮らした間、エマ・ゴールドマンの著作を共に翻訳(The Tragedy of Woman's mancipation by Emma Goldman) しながら、女性解放運動の精神を教え、英語を教え、執筆を教え導き、出版を叶えた。女性の根本的な解決となるキャリアの道筋を作り、自立へと導く行為に、教師として教え子への深く純粋な　愛情も見える。また雑誌『青鞜』を発行する平塚雷鳥の文章を新聞で読み頼もしく感じた辻は、ノエに雷鳥に会って見たらどうかと勧めた。ノエは平塚雷鳥に会いにゆき、その後故郷での問題解決のために一旦故郷へ戻る。その後故郷で滞る野江を東京へ来れるように手配したのは雷鳥だった。ノエは雑務手伝いの採用の職を得て晴れて再度上京する。最終的には、伊藤ノエ自身が雷鳥の座を得て、平塚雷鳥が辞するが、伊藤は彼女の魅力に引きつけられた男たちとの恋愛沙汰でも忙しく、1年もせずに雑誌『青鞜』は事実上、無期限の休刊で途絶えた。次男流二もその混沌の恋愛生活の中で早々に置き去りにされた。さらに関東大震災が重なり、直後の混乱の中で大杉と伊藤は人の子供を道連れにして、3人ともに激しい拷問の果てに殺害され井戸に放り込まれた（甘粕事件）。警備がつけていた二人は、捕らえられる直前に辻と長男一の家もたづねているが、家が全壊し不在であったため辻潤達はこの事件の巻き添えとなることを逃れた。この事件や、伊藤の嵐のような一連の騒動からの痛手、尽くしたものに見出すはずの結果の不在、存在の消失、無意味性、震災も伴っての損失や破壊、また彼自身も危険人物として常に監視されている生活から辻は少しずつ疲労し飲酒の量が増えてゆく。
1924年（大正13年）読売新聞に連載していたエッセイ「惰眠洞妄語」の中で、刊行されて間もない宮沢賢治の詩集「春と修羅」を取り上げ高く評価した。賢治が中央の文芸関係者に評された最初の事例となった。1928年（昭和3年）には読売新聞社の第1回文芸特置員という名目でパリに約1年間滞在する。帰国後はマックス・スティルネル著「唯一者とその所有」などの著訳書の出版や詩文の雑誌掲載。
1932年（昭和7年）頃からは自宅の2階から「オレは天狗だぞ!」と叫び飛び降りた為に青山脳病院に入院させられ、パーティー会場に参加して「クワッ!クワッ!」と言ってテーブルの上を駆け回った理由で取り沙汰された。1933年（昭和8年）には「変な顔」と題した文章に幾度か『歎異抄』という書を読み親鸞の説に傾倒し仏教に救いを求めていたことがうかがえる。
晩年の辻は、以前から親交があって1934年（昭和9年）に亡くなっていた竹久夢二の次男・不二彦の自宅に1942年（昭和17年）から居候し、1944年（昭和19年）1月に小田原の友人桑原の所有する淀橋区上落合のアパート「静怡寮」の一室に滞在する。
3月末から6月まで宮城県石巻港新町の松山巌王住職の松巌寺に滞在。ジェムス・ハネカアを訳したり、気仙沼の菅野青顔から借用したバイイングトンの英訳本によって『自我経』の誤訳訂正などをする。寺の物置小屋にくっついている三畳の部屋に起臥。放浪生活を終えたのは同年7月になってからだった。
第二次世界大戦中の1944年11月24日、東京上落合の自宅アパート一室で死亡し、翌日に発見された。60歳没。プロレタリヤ文学者で危険思想家と断定され、官憲の圧迫、日常の尾行、度々取り押さえられ精神病院にも送られた辻潤には、戦時中に食糧の配給を受ける権利を証明する食糧配給手帳が発行されていなかった。警察医は死因を狭心症として処理、餓死と伝えられる。

## 著書
- 浮浪漫語 下出書店 1922
- ですぺら 新作社 1924
- どうすればいゝのか? 昭光堂文芸部 1929(烏有叢書)
- 絶望の書 万里閣書房 1930
- 癡人の独語 書物展望社 1935
- 〔ボウフラ〕以前 昭森社 1936
- 辻潤集 全2巻 現代社 1954
- 辻潤著作集 全6巻別巻1 オリオン出版社 1969-1970
- 辻潤選集 五月書房 1981.10 玉川信明編
- 辻潤全集 全8巻別巻1 五月書房 1982
- ダダイスト・辻潤 書画集 『虚無思想研究』編集委員会 1994
- 辻潤…孤独な旅人 玉川信明編 五月書房 1996.11
- 絶望の書 ですぺら 辻潤エッセイ選 講談社文芸文庫 1999.8

### 翻訳
- 天才論 ロンブロゾオ 植竹書院 1914
- 阿片溺愛者の告白 トーマス・デクウインシー 三陽堂書店 1918
- 響影 狂楽人日記 マコーウエル 三陽堂出版部 1918
- ド・プロフォンディス 一名・獄中記 オスカア・ワイルド 越山堂 1919
- 唯一者とその所有 人間篇 マツクス・スティルネル 日本評論社出版部 1920
- 一青年の告白 ジヨウジ・ムウア 新作社 1924
- 無政府主義と社会主義 プレカアノフ 世界大思想全集 第29巻 春秋社 1928
- 螺旋道 訳編 新時代社 1929

## 登場作品
- 『風よ あらしよ』(2022年、 NHK BSプレミアム 、演 : 稲垣吾郎)